# Scarus trispinosus
Scarus trispinosus är en fiskart som beskrevs av Valenciennes, 1840. Scarus trispinosus ingår i släktet Scarus och familjen Scaridae. IUCN kategoriserar arten globalt som starkt hotad. Inga underarter finns listade i Catalogue of Life.